# Wilkówka (Rytro)
Wilkówka – część wsi Rytro w Polsce, położona w województwie małopolskim, w  powiecie nowosądeckim, w gminie Rytro.
W latach 1975–1998 Wilkówka administracyjnie należała do województwa nowosądeckiego.
Wilkówka położona jest około 2 km na zachód od centrum wsi, nad potokiem Wielka Roztoka, przy granicy z Roztoką Ryterską, po lewej stronie drogi powiatowej do "Perły Południa". Przez osiedle prowadzi asfaltowana droga łącząca doliny Wielkiej Roztoki z doliną Małej Roztoki.
Liczy obecnie 20 domów murowanych, bezstylowych. Osiedle rozbudowuje się w kierunku zachodnim (ku "Perle Południa").
Osiedle zapoczątkowały domy zbudowane przy moście  nad Roztoczanką (Wielka Roztoką) w okresie międzywojennym.
Nowe murowane domy zaczęły powstawać tu w latach 70 i 80. XX w.
.